# Ambona (architektura)

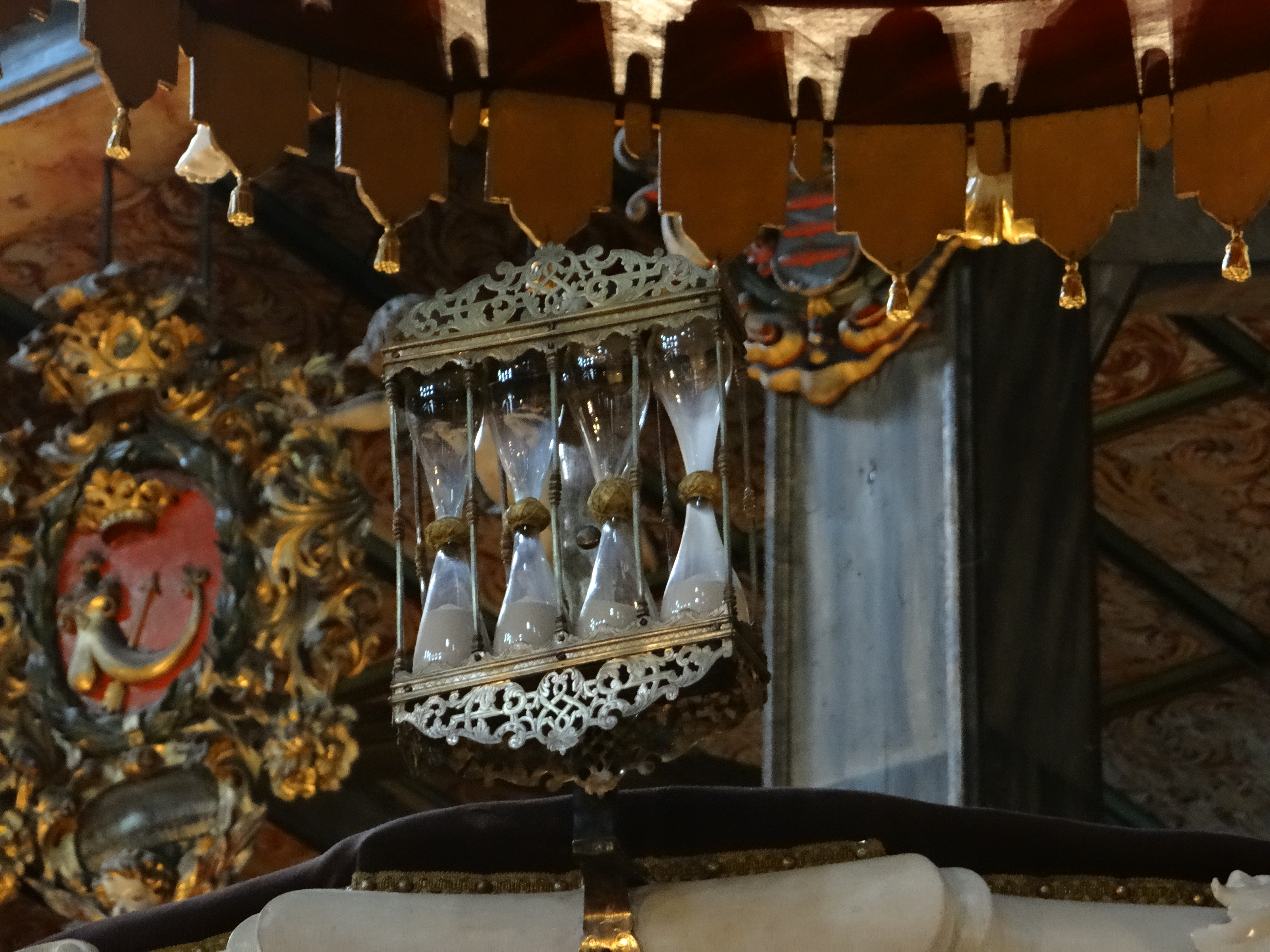
Klepsydra na ambonie w Kościele Pokoju w Świdnicy

Ambona (gr. ambon „szczyt”, „podwyższenie”, łac. ambo), kazalnica – w budownictwie sakralnym miejsce służące duchownym do czytania tekstów liturgicznych, głoszenia kazań. 

## Historia
Ambona przybierała różne formy architektoniczne: od trybuny wspartej na kolumnach (V-VI wiek) do konstrukcji zawieszonej na ścianie lub filarze z wejściem po schodkach. Ten drugi, najczęściej zachowany typ, rozwinięty w XVI wieku, złożony jest z korpusu-mównicy z parapetem (pulpitem), zaplecka i baldachimu. Baldachim zdobi na podniebieniu zwykle gołębica, a wieńczy figura. Przykrycie pulpitu – w kolorze dnia, nadaje ambonie charakter miejsca liturgicznego.
W poprzednich epokach ambona była często bogato zdobiona, a w czasach baroku przybierała wyszukane formy, np. łodzi. W niektórych kościołach były dwie a nawet trzy ambony, służące do dysput teologicznych.
W kościołach chrześcijańskich umieszczana była zazwyczaj po lewej stronie nawy głównej, w pobliżu prezbiterium. W XX wieku ze względu na rozwój nagłośnienia nie było już wymagane, żeby ambona była na podwyższeniu, co spowodowało masowe budowanie ambon w prezbiterium, w pobliżu ołtarza. Ambony takie przybierają postać mównicy: małego podwyższenia ze stołem, na którym kładzie się lekcjonarz. W rozumieniu liturgii katolickiej ambona jest stołem Słowa Bożego. Jest to miejsce, na którym odbywa się druga część liturgii mszy świętej, czyli liturgia słowa. Na ambonie dokonuje się pierwszy akt liturgii – liturgia zstępująca, czyli przemawianie Boga do człowieka. Ambona może być wykorzystana jedynie do głoszenia Słowa Bożego, dlatego powinno się unikać traktowania jej jako miejsca do wygłaszania ogłoszeń (miejscem do tego właściwym jest wobec tego miejsce przewodniczenia – z reguły okolica sedilii celebransa).
Według wskazań Soboru Watykańskiego II ambona powinna znajdować się w okolicy ołtarza, tak by umożliwić najlepszy kontakt mówcy ze słuchaczami. Nie powinna również być zbytnio wysoka ani rozbudowana, aby nie odciągać uwagi wiernych. W przypadku gdy miejsce celebransa gwarantuje wystarczającą komunikatywność, kazanie można wygłaszać stamtąd, zamiast z ambony. Zalecenia te spowodowały odstąpienie od wygłaszania homilii z dotychczasowych ambon, a rozwój nagłośnienia – rezygnację z budowy nowych w pobliżu ołtarza.
W kościołach protestanckich ambona niekiedy jest połączona z ołtarzem głównym w jednolitą konstrukcję (tzw. ambona ołtarzowa), będąc w nim z reguły umieszczona centralnie w miejscu, które w ołtarzu w kościele katolickim zajmuje obraz. Bywa też umieszczana nad ołtarzem.
W Kościele prawosławnym – podwyższone miejsce na środku kościoła przed królewską bramą, z którego diakon wygłasza ektenie, czyta Ewangelię, a kapłan wygłasza kazanie. Oznacza górę, z której nauczał Chrystus (Kazanie na Górze), i kamień, z którego anioł głosił myroforom (niewiastom niosącym wonności) zmartwychwstanie Chrystusa. Z rzadka spotyka się jednak w cerkwiach prawosławnych ambony w formie znanej z kościołów katolickich; stosunkowo często w krajach bałkańskich (Bułgaria, Grecja, Serbia), dalej na północ tylko wyjątkowo (w Polsce np. w cerkwi w Zabłociu, woj. lubelskie).
Odpowiednikiem ambony w synagogach jest bima, a w meczetach – minbar.